# Lutins d'élite, mission Noël
Pour plus de détails, voir Fiche technique et Distribution.
Lutins d'élite, mission Noël (Prep and Landing) est un court métrage de Noël d'animation par ordinateur en 2D numérique. Réalisé et co-écrit par Kevin Deters et Stevie Wermers-Skelton chez Walt Disney Animation Studios il est basé sur une histoire originale de Chris Williams et a été créé pour une diffusion télévisée dont la première a eu lieu aux États-Unis sur la chaîne ABC le 8 décembre 2009. Sa première diffusion en France a eu lieu sur la chaîne M6 le 24 décembre 2009.

## Synopsis
« Prep'atterrissage » est le nom d'un groupe d'intervention stratégique composé de lutins, dont le rôle est de préparer l'arrivée du Père Noël dans les foyers. Ils vérifient que les enfants, chiens ou autres dorment bien, s'il n'y a pas de monstres ou quelque autre danger qui pourrait nuire au Père Noël. Sur le toit de la maison, ils mettent en place une piste d'atterrissage composée de deux guirlandes lumineuses, pour faire atterrir le traîneau.
Un des lutins, Wayne, est lassé de ce travail qu'il exerce depuis déjà 227 ans. De plus, la promotion qu'il attendait lui a été refusée et donnée à un autre lutin. Cette année donc, Wayne devra continuer ce même travail.
La nuit du 24 au 25 décembre, tous les lutins partent donc en direction des maisons et préparent l'arrivée du Père Noël. Ce court métrage va suivre l'aventure de Wayne.
Celui-ci, déjà mécontent, doit en plus accomplir sa mission accompagné d'un stagiaire, Lanny. Ils ont à leur charge une maison où habite un petit garçon nommé Timmy. Wayne, assez énervé, se procure à manger dans la maison et s'installe pour regarder la télévision, laissant son stagiaire, très motivé par ce travail fabuleux aux premières heures, faire le travail par lui-même. Alors que Lanny vérifie le sapin, Timmy, réveillé par le bruit, descend au rez-de-chaussée et prend Wayne en photo, prouvant ainsi son existence (les lutins ne doivent se faire repérer par personne). Heureusement, Lanny arrive à temps et envoie une « boule qui endort » sur Timmy. Il prend ensuite le soin de supprimer les photos. Ils emmènent Timmy au lit et celui-ci dit : « This will be the best christmas ever » (Ce sera le plus beau de tous les Noël en français).
Magee, la coordinatrice des lutins et des préparations de maisons, se rend compte que près de la maison de Timmy une tornade est en train de se former, et que les deux lutins n'ont toujours pas fini de préparer la maison. La sécurité du Père Noël à l'atterrissage n'est donc plus assuré et Magee déclenche l'annulation de l'atterrissage sur cette maison (ce qui n'était jamais arrivé auparavant). Les deux lutins veulent tout faire pour que Timmy reçoive ses cadeaux de Noël, mais ils savent que cette décision est irréversible. Wayne prend alors la décision d'appeler directement le Père Noël sur son traineau afin de le convaincre de faire demi-tour. Lanny et Wayne vont travailler ensemble pour permettre au Père Noël d'atterrir en toute sécurité sur le toit de la maison, malgré la tempête. La mission est une réussite et Timmy reçoit finalement son cadeau de Noël, le lendemain matin au réveil. 
Le lendemain, Wayne se rend au bureau du Père Noël afin de présenter ses excuses. Le Père Noël, à l'aide d'une boule à neige, lui montre Timmy découvrant son cadeau et lui explique que c'est grâce à lui si la mission est réussie. Il lui offre la promotion tant attendue, mais Wayne la décline pour travailler avec Lanny.

## Fiche technique
- Titre : Lutins d'élite, mission Noël
- Titre original : Prep and Landing
- Réalisation : Kevin Deters et Stevie Wermers-Skelton
- Scénario : Stevie Wermers-Skelton et Kevin Deters, d’après une histoire originale de Chris Williams
- Musique : Michael Giacchino
- Producteurs : Dorothy McKim, John Lasseter
- Société de production : Walt Disney Animation Studios
- Société de distribution : Walt Disney Pictures
- Pays d'origine : États-Unis
- Langue : anglais
- Genre : animation
- Durée : 22 minutes
- Date : 2009

## Distribution

### Voix originales
- Dave Foley : Wayne, le personnage principal. Il travaille à Prep'atterrissage depuis 227 ans et voudrait changer de poste, mais doit travailler avec Lanny, le stagiaire.
- Derek Richardson : Lanny, un stagiaire "Prep'atterrissage", qui a été confié à Wayne par Magee, afin de l'entraîner. Il est impressionné par Wayne, dont il est le plus grand fan.
- Sarah Chalke : Magee, la gérante (assistante) du vol du Père Noël. C'est elle qui supervise tout et qui vérifie si les lutins ont bien fait leur travail.
- William Morgan Sheppard : le Père Noël (surnommé the Big Guy en anglais)
- Mason Vale Cotton : Timmy Terweip, un petit garçon tout excité qui surprend Wayne et le photographie.
- Peter Jacobson : Waterkotte
- Kasha Kropinski : Miss Holly (Mlle Guirlande)
- Nathan Greno : le renne Dasher (Fringant)
- David DeLuise : le renne Dancer (Danseur)
- Hayes Macarthur :  Thrasher (Vandale), le cousin agressif de Dasher et (gros) renne qui conduit le traineau du Père Noël.
- Lino DiSalvo : Gristletoe Joe (Joe Coup-de-Grisou)
- Adam Shapiro : un lutin
- Stevie Wermers-Skelton : un lutin
- Kevin Deters : Brian

### Voix françaises
- Jean-Philippe Puymartin : Wayne
- Emmanuel Garijo : Lanny
- Déborah Perret : Magee
- Vincent Grass : Le Père Noël
- Milo Saint Raymond : Timmy Terweip
- Laurent Larcher : Waterkotte
- Hermine Regnault : Mlle Guirlande
- Raphaël Cohen : Fringant et Vandale
- Patrick Raynal : Danseur